# 看見妳的聲音
《看見妳的聲音》（英語：See Your Voice）是臺灣男創作歌手陳零九的歌曲，由滾石唱片於2019年11月15日在各大數位音樂平台上線，2020年5月6日收錄於實體原聲帶正式發行。

## 簡介
《看見妳的聲音》為陳零九2019年的20首單曲連發計劃中的第17首作品，也是為福斯傳媒集團和三鳳製作合作的電視劇《想見你》量身打造的插曲。
歌曲以電視劇角色莫俊傑的視角而寫下，陳零九表示自己看到劇本後覺得整個主題非常明確，在寫歌時透過莫俊傑視角很快就有了畫面，很快速的就把歌寫出來。此外，他覺得這個歌名是很悲傷的，整首歌是想要表現出「很無奈地在述說一件事情的發生」，雖然接受了自己無奈的情感，但還是有很多的話想要傳達。

## 音樂錄影帶
《看見妳的聲音》的音樂錄影帶於2019年12月5日公開，錄影帶內容為陳零九於錄音室錄音的片段搭配著《想見你》的戲劇畫面。截至2020年3月，錄影帶的點擊率已突破200萬次。

## 現場演唱
2020年4月15日，陳零九於TME Live舉辦之「想見你就見你」線上音樂會現場演唱該曲。

## 製作名單
資料來自《看見妳的聲音》音樂錄影帶於YouTube的說明文字。
錄音與管理
- 錄音室 – 地下怪獸錄音室
- 混音錄音室 – 地下怪獸錄音室
- 母帶後期錄音室 – 地下怪獸錄音室
- OP – Rock Music Publishing Co., Ltd.

製作人員
- 陳零九 – 作曲、填詞、製作
- 周菲比 – 編曲
- 柯拓名 – 錄音工程師、混音工程師、母帶後期處理工程師

## 榜單成績

### 週榜單
| 週榜單（2020年）          | 最高 位置 |
| ------------------------- | --------- |
| 台灣華語單曲週榜（KKBOX） | 37        |

## 資料來源
1. ↑  . 陳零九 Nine Chen於Facebook. 2019-12-05  [2020-03-22]. （原始内容存档于2020-12-07）.
2. 1 2  . 三鳳製作於痞客邦. 2019-11-27  [2020-03-22]. （原始内容存档于2019-12-07）.
3. 1 2 3  . 滾石唱片 ROCK RECORDS於YouTube. 2019-12-05  [2020-03-22]. （原始内容存档于2021-02-07）.
4. ↑  . Wow!NEWS新聞網.   [2020-04-28]. （原始内容存档于2020-09-19） （中文（臺灣））.
5. ↑  . KKBOX. 2020-02-27  [2020-03-15]. （原始内容存档于2021-01-12）.